# Hugo d'Oignies

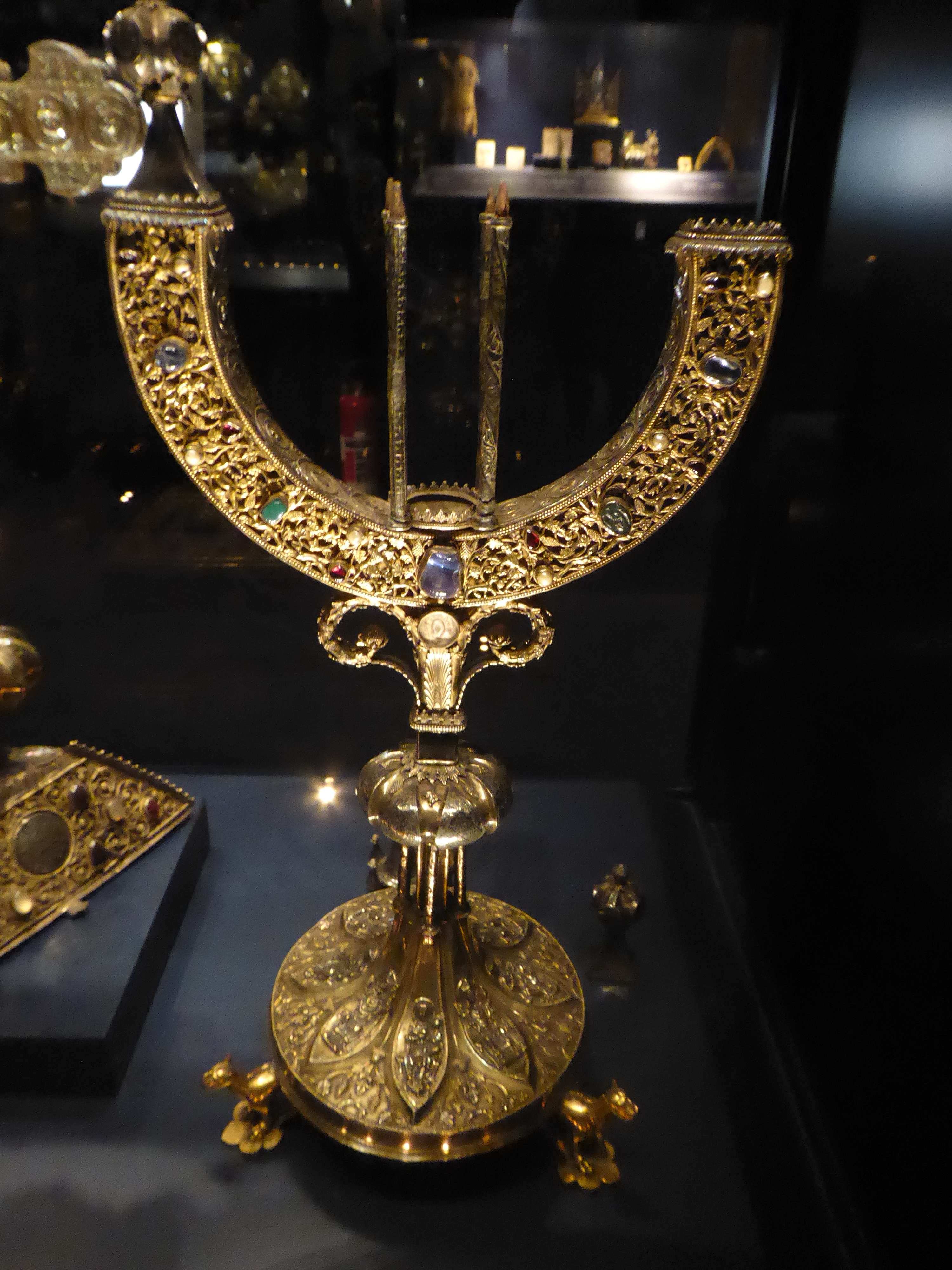
Hugo d'Oignies, Reliquario della costola di san Pietro

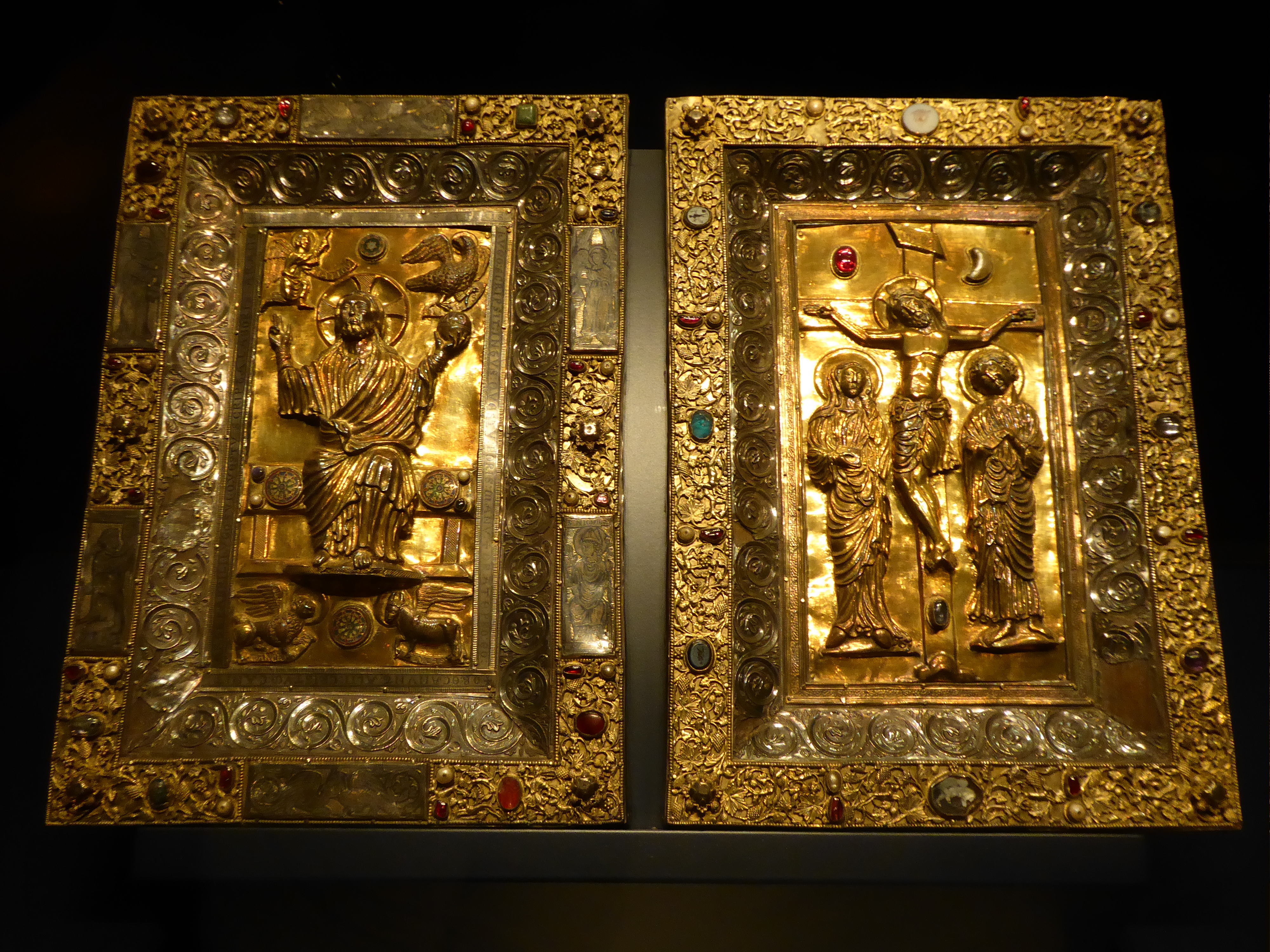
Hugo d'Oignies, Piatti di rilegatura di Vangelo

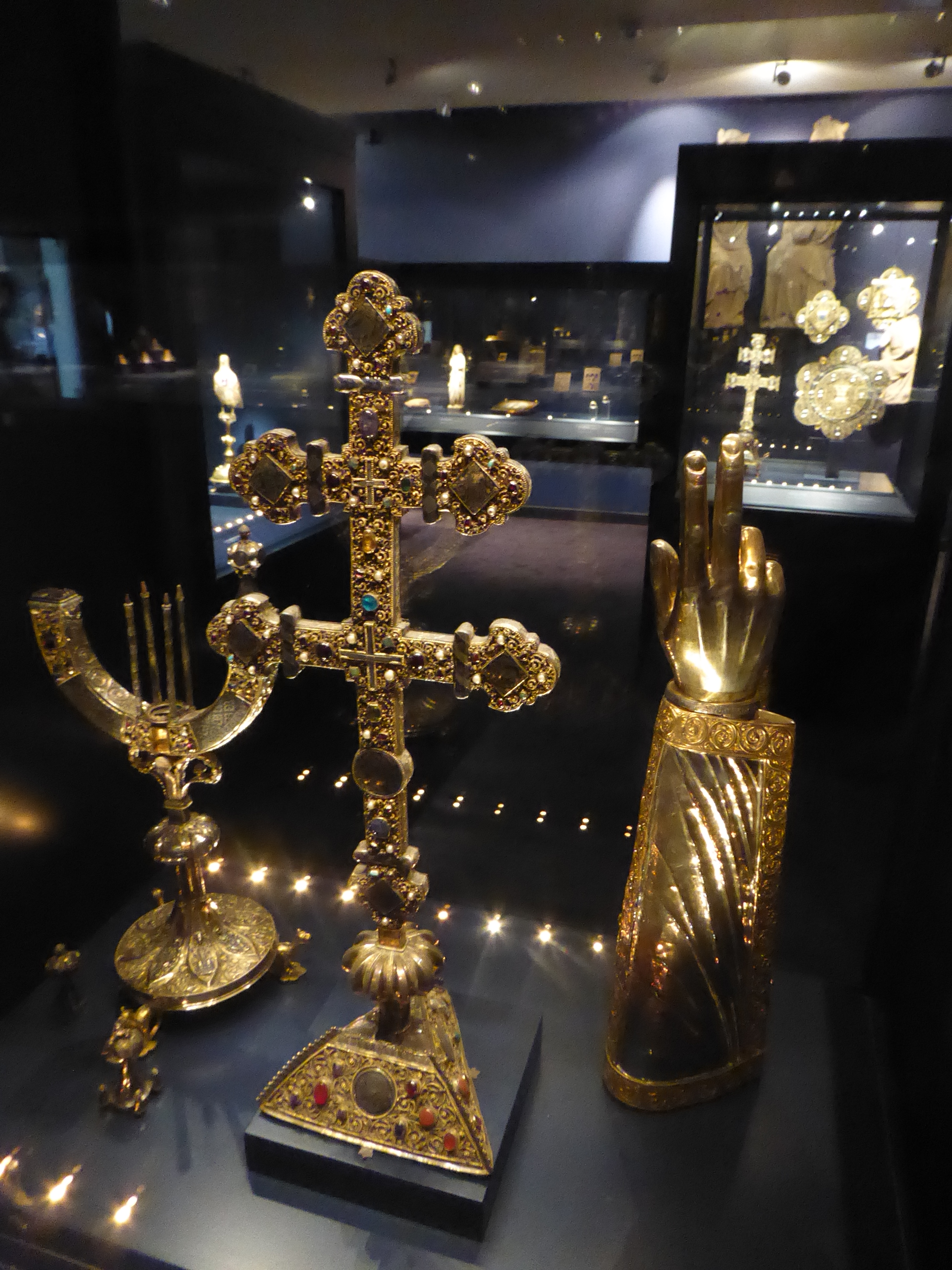
Vetrina con la croce a doppia traversa di Hugo d'Oignies

Hugo d'Oignies (Walcourt, ante 1178 – Oignies, 1240 circa) è stato un orafo, pittore e miniaturista fiammingo.

## Biografia
Uno dei più illustri orefici fiamminghi medievali, rappresentante della scuola Entre-Sambre-et-Meuse, Hugo d'Oignies era fratello del monaco Gilles de Walcourt che nel 1190 fondò il monastero agostiniano di Oignies. Il piccolo borgo divenne meta di pellegrinaggi, quando al convento arrivò la mistica Marie de Nivelles, nota anche come Maria d'Oignies, una tra le più note beghine.
Le oreficerie realizzate da Hugo d'Oignies appartengono all'arte mosana di epoca romanica, che è stata influenzata dall'arte carolingia e ottoniana della valle della Mosa, una zona posta allora al centro dell'Impero carolingio.
La sua famiglia era composta da quattro fratelli che, insieme alla madre vedova, nel 1187, lasciata Walcourt s'istallarono ad Oignies, accanto a una cappella dedicata a san Nicola. Tre fratelli - Gilles, Robert e Jean - presero i voti e seguirono la regola dei monaci agostiniani, mentre Hugo fu orafo e divenne noto come Hugo d’Oignies.
Preziose per la finezza della filigrana, per i serti vegetali realizzati a sbalzo, per le decorazioni a niello, le opere da lui create si distinguono, per qualità, dagli altri coevi oggetti d'oreficeria fiamminga. Vi sono incastonate pietre dure e pietre preziose. Hugo era anche scriba e miniaturista. Ha creato argenterie destinate al culto, come calici, ostensori, reliquari, croci, piatti d'argento sbalzato per copertura di Vangeli. Nella rappresentazione della Maestà di Cristo risentiva l'influsso della statuaria del tempo, di area francese.

### Sue opere in museo
Nel 2010 le Suore di Notre-Dame de Namur hanno donato alla Fondazione Re Baldovino il Tesoro di Hugo d'Oignies,  ora conservato al Museo provinciale di arti antiche del namurois. Si tratta di circa cinquanta oggetti di oreficeria, creati nel XIII secolo da Hugo d'Oignies e dai suoi allievi. Le opere realizzate interamente da Hugo sono:
- Piatto di rilegatura di Vangelo, 1230 circa
- Vangelo e Lezionario d'Oignies, 1230 circa
- Calice, 1228
- Patena, 1228
- Reliquario della costola di san Pietro, 1238
- Croce-reliquario a doppia traversa, 1228-1230
- Piccolo reliquario di san Nicola, 1228-1230